# Lev Jakovlevič Leonidov

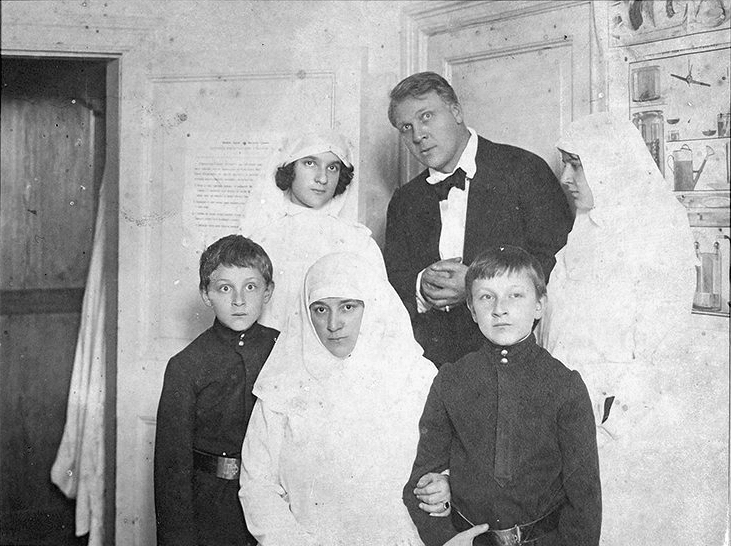
F. I. Šaljapin se svou rodinou ve vojenské nemocnici, 1915

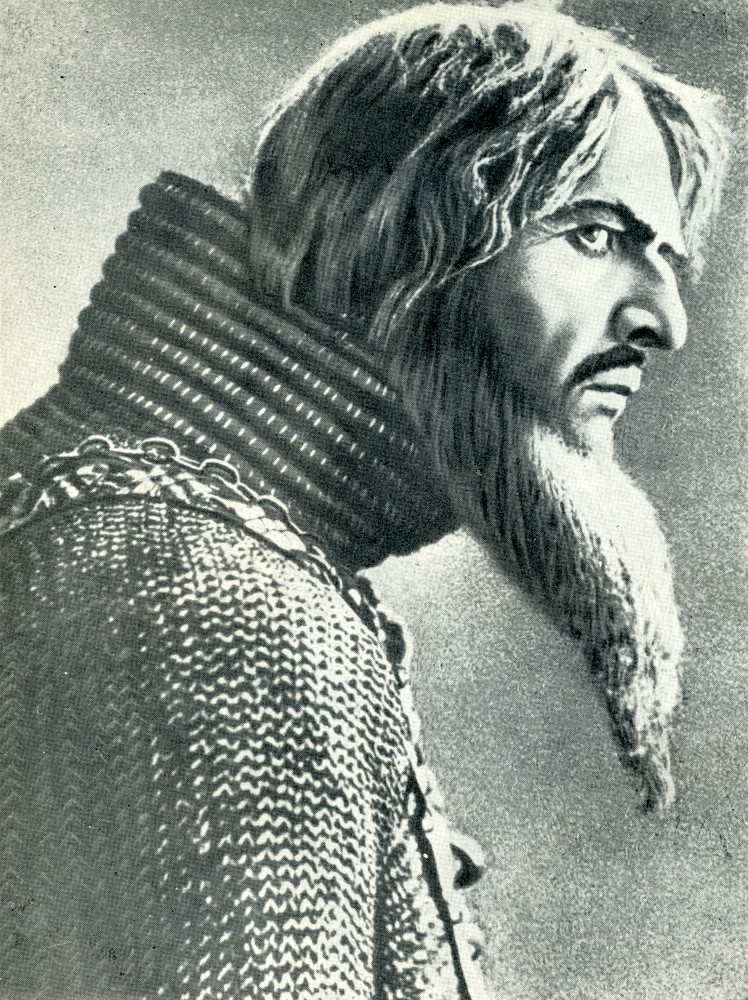
Fjodor Ivanovič Šaljapin, 1911, jako Ivan Hrozný ve hře Nikolaje Andrejeviče Rimského-Korsakova Pskovanka

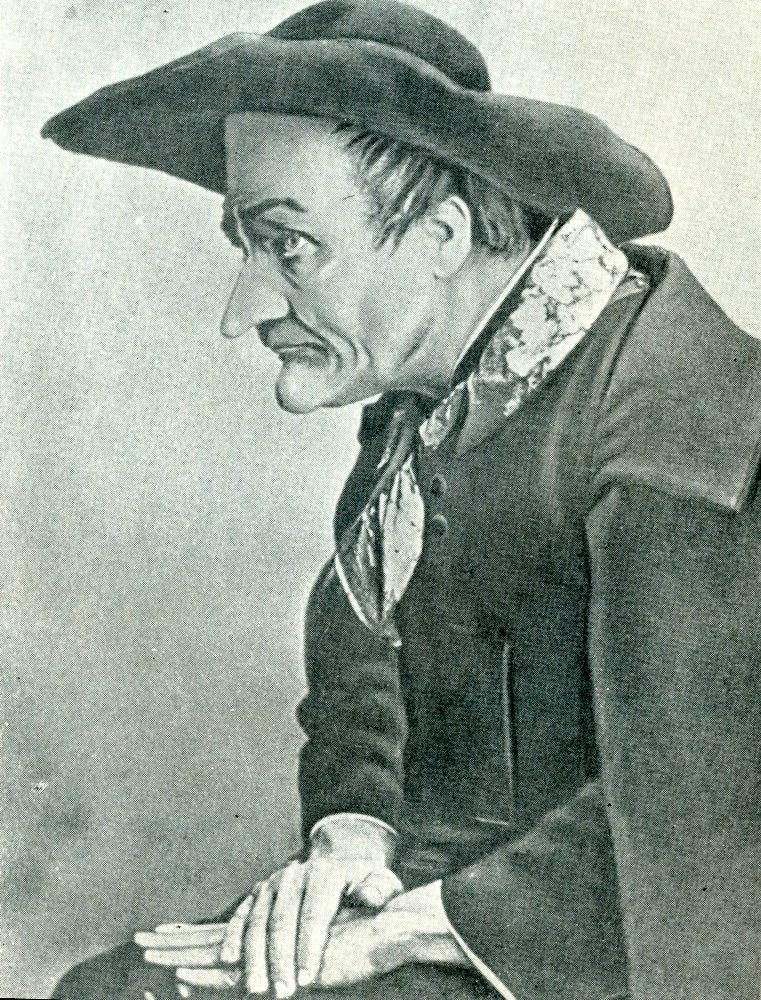
Fjodor Ivanovič Šaljapin, 1912 jako Don Basilio

Lev Jakovlevič Leonidov (1889–1952, Moskva) byl ruský fotograf, mistr portrétní fotografie a fotoreportáže, autor známých obrazů Fjodora Ivanoviče Šaljapina a Vladimira Iljiče Lenina, fotoreportér časopisů Ogoňok a Sovětskoje foto.

## Životopis
Lev Leonidov žil a pracoval v Moskvě. Před revolucí byl hlavním tématem jeho tvorby divadelní život a lidé z uměleckého sektoru. V letech 1900 až 1910 pořizoval skupinové fotografie souboru Malého divadla, portréty herců a scény z představení. Snímky pořizoval Leonidov ve fotoateliéru, nebo v budovách, kde se představení konala.
Po vydání série fotografií F. I. Šaljapin v kruhu své rodiny v časopise Zarja v roce 1916 byl Leonidov pozván do časopisu Ogoňok. Jeho poslední apolitickou fotoreportáží byl požár Nězlobinova divadla 14. ledna 1917. Jednou z prvních Leonidovových fotografií porevolučních dnů byla vězeňská cela Taganskaja, kde v roce 1906 pobýval předseda Státní dumy S. A. Muromcev.
V roce 1917 časopisy zveřejňovaly fotografie Leonidova, zachycující masovou stávku, která se konala v Moskvě 12. srpna v reakci na státní konferenci svolanou prozatímní vládou. Petra Kropotkina, Pavla Miljukova, generála Michaila V. Alexejeva, Jekatěriny Breško-Breškovské a N. V. Čajkovského. V témže roce začal fotograf pracovat v zavedené agentuře Centropěčať, která se nachází na ulici Tverská č.p. 38. V agentuře zorganizoval fotografické oddělení a zahájil výrobu propagandistických plakátů a pohlednic.
Leonidov fotograficky dokumentoval stranické konference, kongresy, prázdninové demonstrace. V roce 1918 se stal korespondentem petrohradského ilustrovaného časopisu Plamja (Plamen), fotograficky dokumentoval všechny nové památky, které se objevovaly v ulicích Moskvy, odhalování pamětních desek. Mnoho ze subjektů bylo později ztraceno a jsou známy pouze z jeho fotografií (pomník Maximiliena Robespierra v Alexanderově zahradě , básníci Alexej Kolcov a I. Nikitin, umělec Orest Kiprenskij atd.).
Leonidov opakovaně zachycoval podobu V. I. Lenina, jeho vzpomínky na to, jak se tyto snímky pořizovaly, byly publikovány v časopise „Sovětskoe foto“ v roce 1926. První Leninovu fotografii pořídil umělec 7. listopadu 1918 u zdi senátní věže Kremlu při odhalení pamětní desky na počest padlých bojovníků revoluce. Mezi další portrétované patřili: Jakov Sverdlov, V. A. Avanesov, N. I. Podvojskij, G. I. Okulova, M. F. Vladimirskij a další představitelé vedení strany.
Leonidov fotografoval vůdce v interiéru i v plenéru, jeho samostatné i skupinové portréty se dochovaly. Mezi jeho slavné historické fotografické dokumenty, které zanechal, patří fotografie prezidia VIII. Kongresu Komunistické strany Sovětského svazu, skupinová fotografie „V. I. Lenin, Demjan Bednyj a delegáti VIII. Kongresu Komunistické strany Sovětského svazu z Ukrajiny F. Panfilov „, “V. I. Lenin ve skupině delegátů X. kongresu Komunistické strany Sovětského svazu„. Fotograf rovněž zachytil Lenina s Naděždou Krupskou na Rudém náměstí při oslavách dne 1. května 1919, Leninův příjezd do společnosti Centropěčať k záznamu projevu na gramofonovou desku, Lenin obklopen lidmi na schodech tribuny v den oslav 2. výročí revoluce, „V. I. Lenin na Sverdlovském náměstí v den vyslání vojsk na polskou frontu“  a další příběhy.
Od poloviny dvacátých let se Leonidov stal stálým fotoreportérem časopisu Prožektor, od roku 1926 spolupracoval s časopisem Sovětskoje foto a také jako umělec sdílející své profesionální zkušenosti. Na konci 20. let vytvořil galerii portrétů spisovatelů, jako byli například: A. Serafimovič, F. Gladkov, S. Podjačev, I. Kasatkin, A. Čapygin, P. Nizovoj, Alexandr Voronskij, Alexandr Bezymenskij, Ilja Ilf, Josif Utkin a další.
V roce 1928 se Leonidov zúčastnil výstavy „Sovětská fotografie za 10 let“, která se konala v prostorách bývalého muzea Rudé armády na Vozdviženke, a byl členem jejího výboru.
Pro historické informace byla použita fotokniha Leva Leonidova – režisér Boris Barnett a umělec Alexandr Rodčenko se při přípravě filmu „Moskva v Říjnu“ (1927) obrátili k umělcovým fotografickým dokumentům. Díky záznamům zachyceným fotografem se tvůrcům snímku podařilo znovu vytvořit historický vzhled řady postav a také najít účastníky moskevského povstání ke konzultacím. Historici používají vzpomínky a fotografie umělce k objasnění datování historických událostí.

## Dědictví
Originály historických fotografických dokumentů, které vytvořil Lev Leonidov, se nedochovaly. Fotografie jeho prací vytištěné ze skleněných desek jsou v ruském Státním archivu literatury a umění, ruském Státním archivu filmových a fotografických dokumentů, v muzeálních fondech Malého divadla, RIA Novosti. Některé z negativů jsou uloženy v muzejní rezervě „Bitva o Stalingrad“.

## Galerie

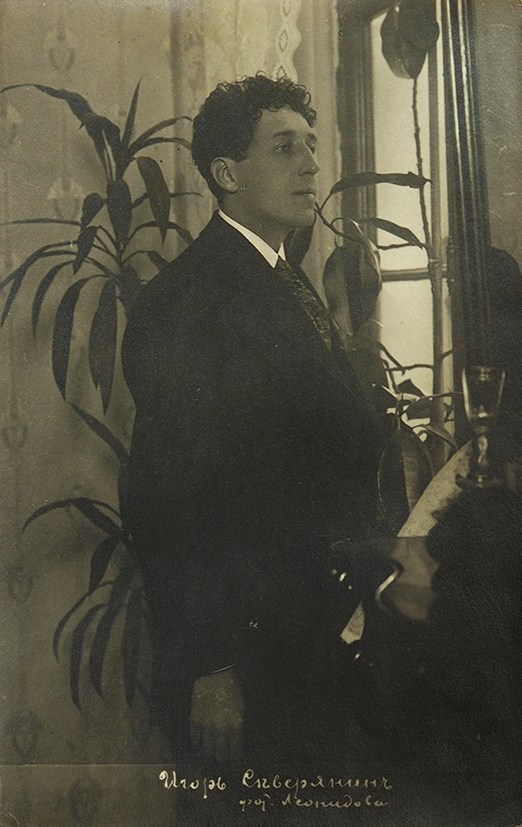
Igor Severjanin, 1910–1930
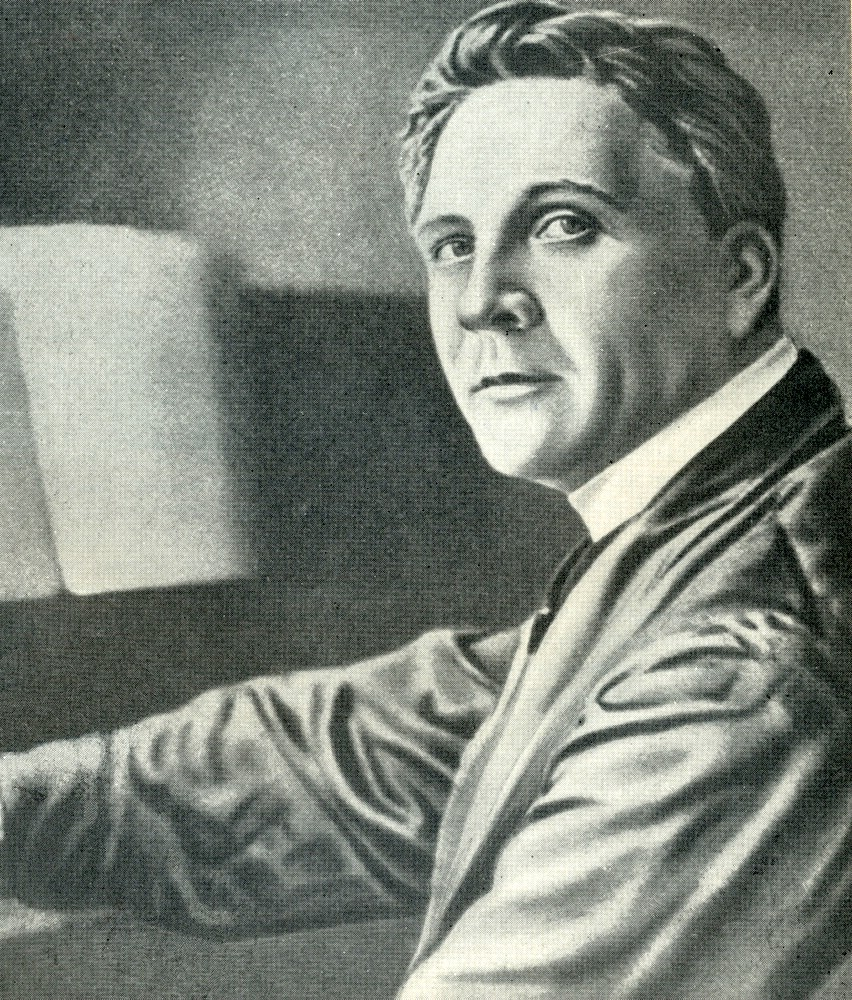
Fjodor Ivanovič Šaljapin, 1916
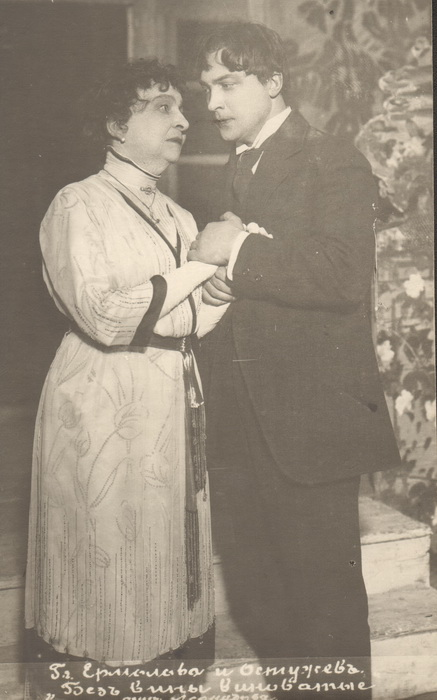
Herci Malého divadla Maria Nikolajevna Ermolova a Alexandr Alexejevič Ostužev ve hře „Vinen bez viny“, 1913
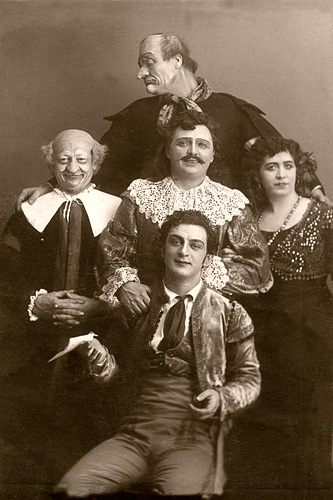
Fjodor Ivanovič Šaljapin, Andrej Markovič Labinskij, Vladimir Apollonovič Losskij, Michail Nikolajevič Karakaš, Antonina Vasiljevna Něždanova – účastníci představení Velkého divadla, Lazebník sevillský, 1913
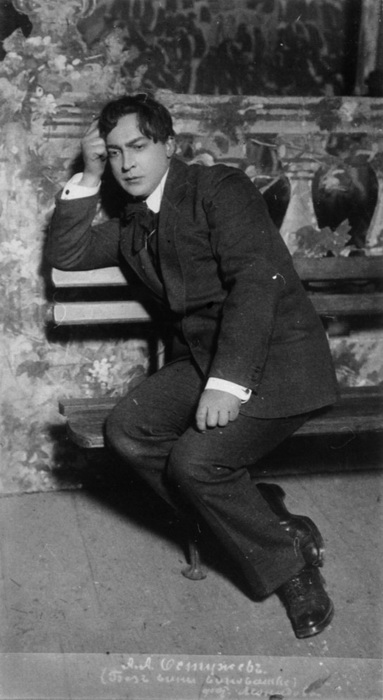
A. A. Ostužev v roli Něznamovy hry „Vinen bez viny“, 1908
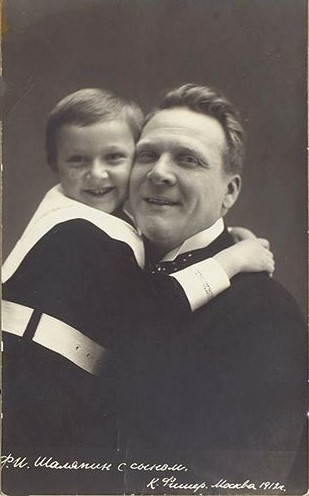
Fjodor Ivanovič Šaljapin, 1912, se synem Borisem
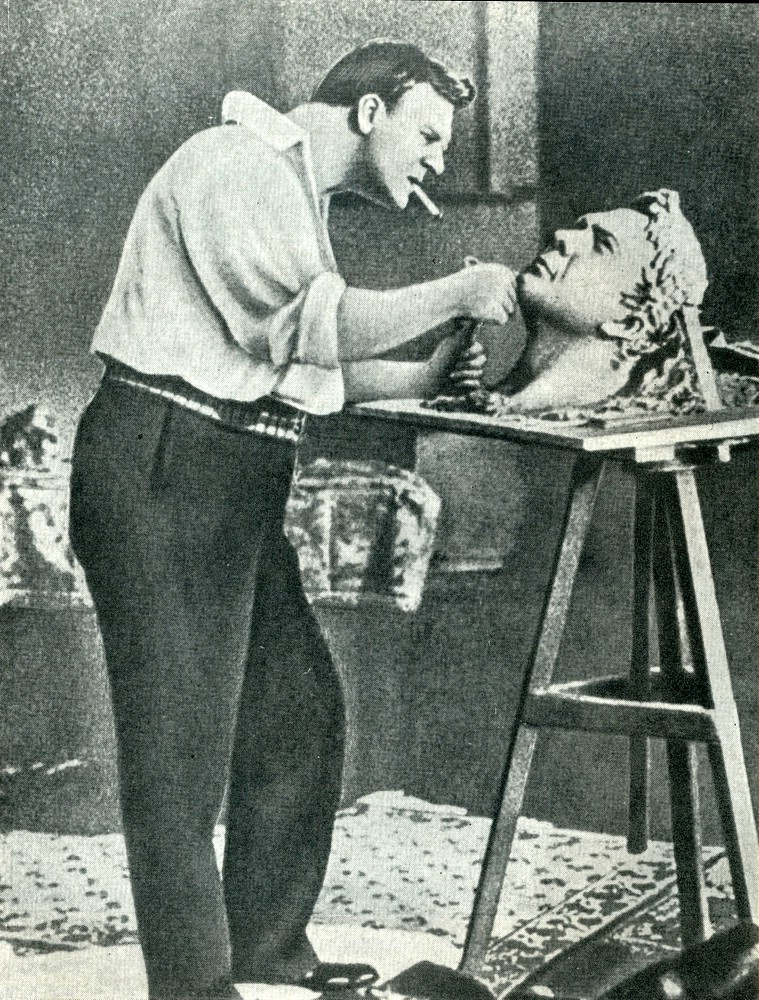
Fjodor Ivanovič Šaljapin, 1912
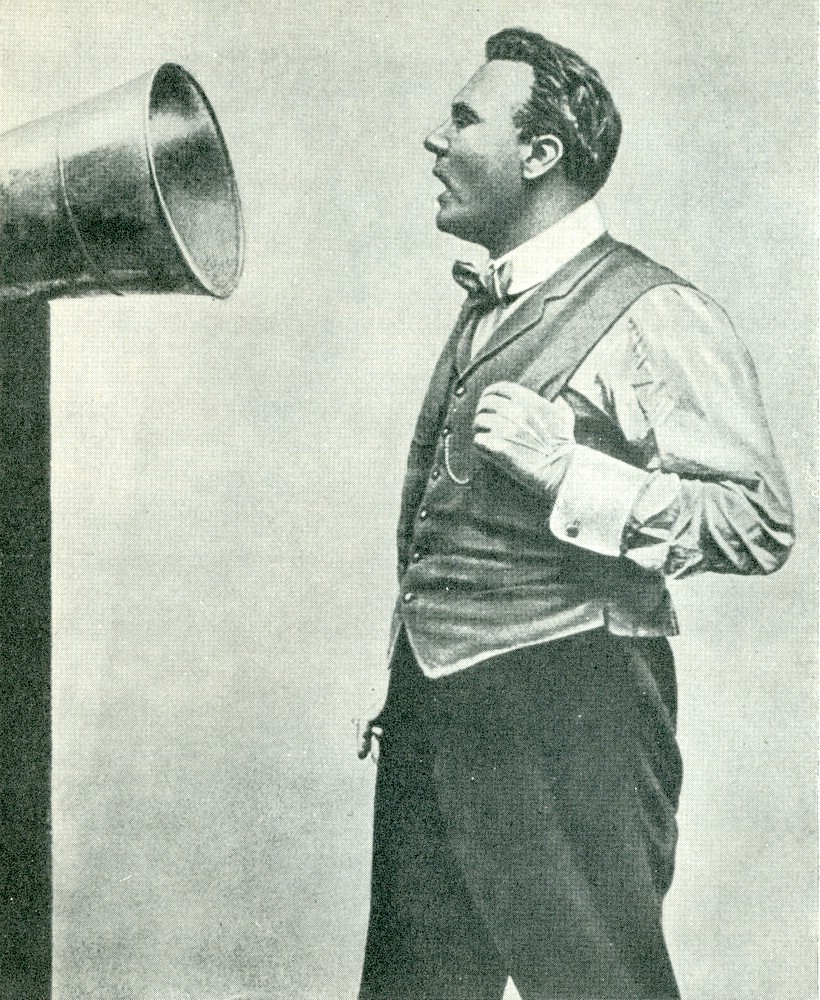
Fjodor Ivanovič Šaljapin, 1913